# Lichénine
La lichénine est un glucane complexe présent chez certaines espèces de lichens et de mousses, et, en moindres quantités, chez les plantes vasculaires. Elle est notamment abondante chez la mousse d'Islande, un lichen de la famille des Parmeliaceae. Elle a fait l'objet de recherchez depuis le milieu du siècle dernier. Il s'agit d'un polysaccharide constitué de résidus de glucose unis par des liaisons osidiques β(1→4) avec environ 30 % de ramifications β(1→3). Contrairement à la cellulose, les lichénines sont solubles dans l'eau et donnent une solution colloïdale dans l'eau bouillante. 

## Intérêts
Les liaisons β(1→4) n'étant pas digérées, les lichénines font partie des fibres alimentaires. Elles sont absorbées en grande quantité par les caribous et les grands polatouches en se nourrissant de lichens wila (Bryoria fremontii (en)).
Cette substance proche de l'amidon explique aussi que de nombreux lichens ont été utilisés comme aliment de famine. En dehors des espèces irritantes pour le tube digestif, beaucoup ont des saveurs amères ou piquantes mais il existe plusieurs techniques pour les rendre digestibles. Ils sont d'abord lavés, puis séchés et réduits en poudre que l'on débarrasse de son amertume par macération dans de l'eau (mélangée avec de la cendre pour accélérer l'extraction des principes amers et acides) ou dans une solution de bicarbonate de sodium. Ils peuvent être également  bouillis, technique qui favorise l'hydrolyse de la lichénine, ce que ne fait pas la simple macération (le lichen est dans ce cas uniquement un aliment de lest pour tromper la faim). La gelée récupérée sert de base à des soupes et crèmes légères, ou était mélangée avec un peu de farine de seigle pour fabriquer une sorte de pain en période de disette.